# Kinross

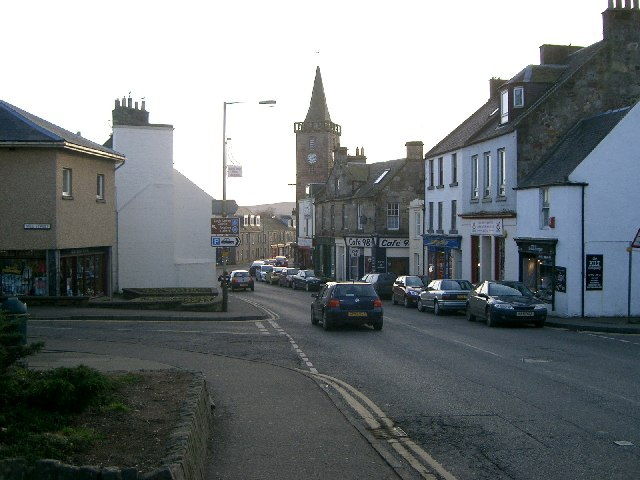
High Street i Kinross.

Kinross (skotsk gaeliska: Ceann Rois) är en ort i kommunen Perth and Kinross i Skottland. Den var tidigare centralort för Kinrosshire. Folkmängden uppgick till 4 910 invånare 2012, på en yta av 2,02 km².
Sjön Loch Leven ligger nära med färja under sommartid till Loch Leven Castle där skotska drottningen Maria Stuart satt fängslad innan hon flydde till England.